# Lennart Lööf
Paulus Lennart Lööf, född 6 juli 1925 i Stockholm (Brännkyrka), död 3 september 2016 i Stockholm (Katarina), var en socialdemokratisk politiker, tidigare borgarråd, stadsfullmäktiges ordförande i Stockholm och ordförande i Stockholms skönhetsråd.